# Зейналлы, Ханафи Баба оглы
Ханафи Баба оглы Зейналлы (азерб. Hənəfi Baba oğlu Zeynallı; 1896, Баку — 13 октября 1937, Баку) — азербайджанский советский литературовед, преподаватель, критик, востоковед и фольклорист, руководитель учебно-литературного отдела Азербайджанского государственного издательства (Азгиз), собиратель образцов народного творчества. Считается пионером азербайджанской фольклористики. Известен также своими статьями о писателе Гусейне Джавиде. Стал жертвой сталинских репрессий.

## Биография

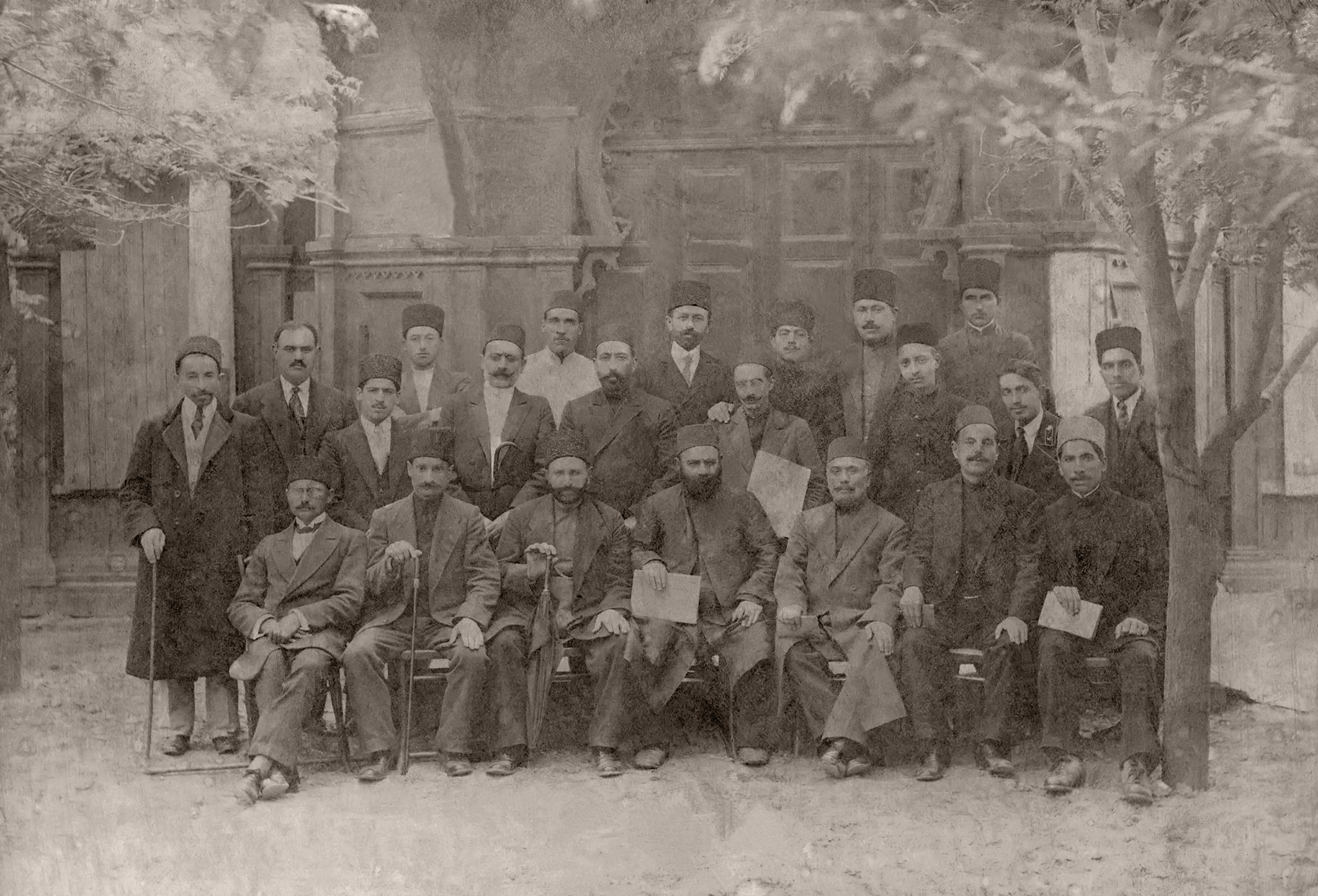
Учителя и поэты Баку, 1916 год. Слева направо, первый ряд: Мирбадреддин Сеидзаде, Мирабдулвахаб Сеид Заргяр, Микаил Сейди, Абдулхалиг Джаннати, Агададаш Мюнири, Неймат Хаджиев; второй и третий ряд: Хаджи Селим Гасымзаде, Хусейнгулу Тюлуи, Мирмахмуд Алескерли, Агададаш Алекберов, Хусейнгулу Саджид, Нусрет Ардебили, Мирзабала Гардаш, Мирза Халил Джанибеков, Алиаббас Мюзниб, Алиага Вахид, Абдуррахман Асим, Эмин Абид Гюльтекин, Султан Гюльшени, Ханафи Зейналлы, Алисаттар Ибрагимов

Ханафи Зейналлы родился в 1896 году в Баку. В 1917 году — эсер, а с 1919 года — член РКП(б). 
Основные принципы Зейналлы как критика сводились к трактовке литературы с точки зрения просветительства. Внёс важный вклад в развитие азербайджанской фольклористики, считается пионером в этой области.

## Преследование. Убийство
Ханафи Зейналлы арестовали 28 января 1937 года по подозрению в «контрреволюционной деятельности». На следствии (допросы вёл Галустян, которого впоследствии также расстреляли) он несколько раз подписывал признания и отказывался от них. Зейналлы объяснял причины своих признаний: «12 дней я твердил о том, что за старые грехи накажите меня, но с к.-р. организацией Рухуллы Ахундова я не связан... Всё это осталось голосом вопиющего в пустыне... 12 дней одиночной камерной жизни, полуголодного режима, нервных пререканий и, наконец, почти бессонных ночей». Его расстреляли 13 октября того же года.

## Критика Гусейна Джавида
В своих критических работах Зейналлы, стремясь объяснить социально-философскую сущность творчества Гусейна Джавида, ограничивался констатированием ряда совпадений в произведениях Джавида, Фикрета и Хамида, не объясняя при этом социальной сущности этого явления. Ханафи Зейналлы, глубоко изучивший драматургию Джавида, писал в одной из своих статей в 1926 году: «Джавид создал произведения, которые по форме сходны с произведениями Хамида, по стилю напоминают Фикрета, по философским взглядам — Ризу Тевфика». В подтверждение этого Ханафи Зейналлы приводит отрывок из пьесы Джавида «Пейгамбар».

## Публикации
- Статьи в журн. «Маариф вэ Меденийэт» (1923—1927). — Баку;
- «Маариф-Ишчиси». — Баку;
- Рабочая книга по литературе. — Баку, 1929.